# 布里利夫卡

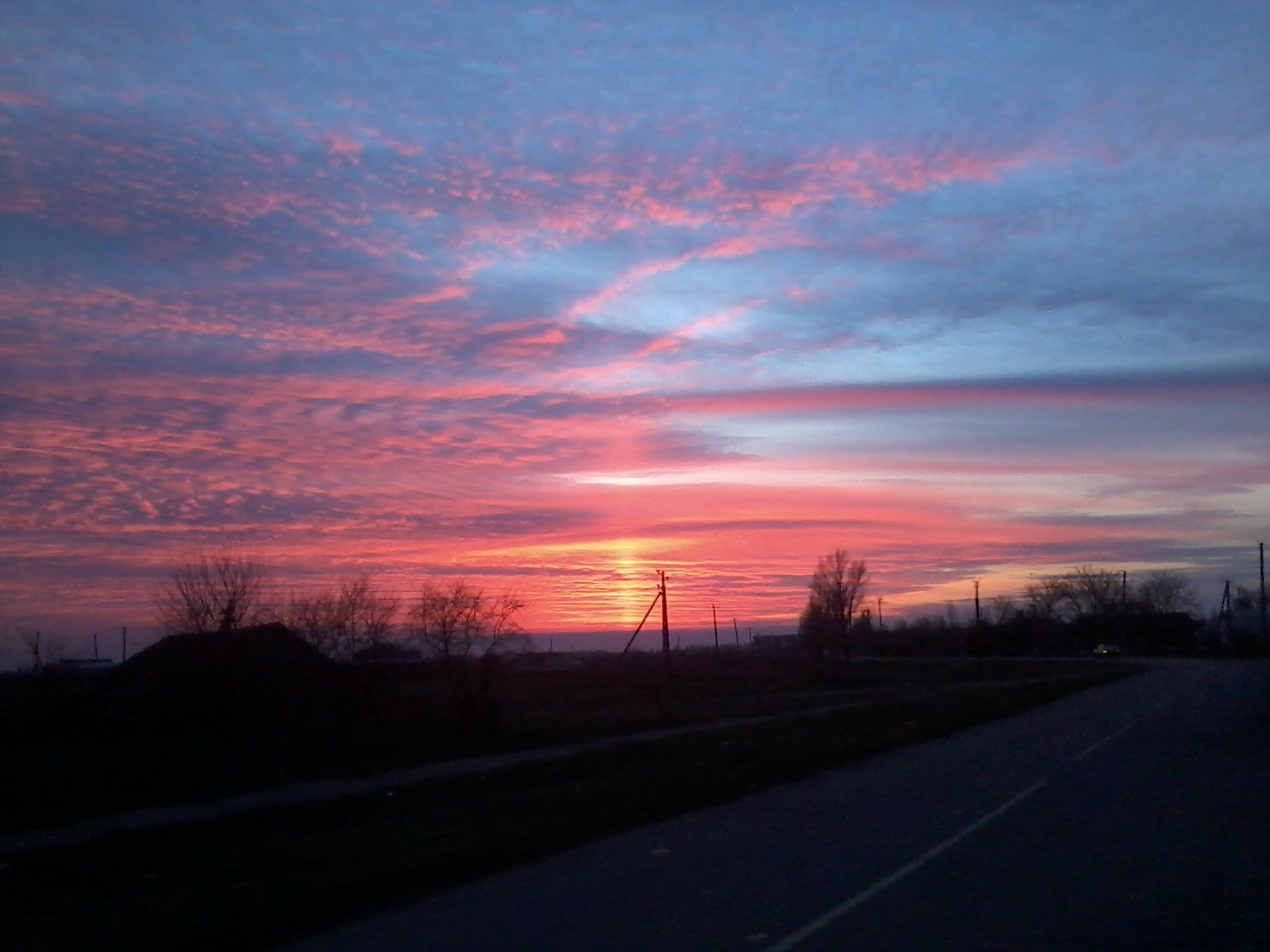
高速路边的日落

布里利夫卡（羅馬化：Brylivka）是烏克蘭南部赫爾松州赫尔松区维诺赫拉多韦市镇内的市級鎮。處於奧萊什基以南51公里和赫爾松東南面64公里，面積4.11平方公里，2014年人口4,352，人口密度每平方公里1,059人。